# Krešo Golik
Krešo Golik, nato Krešimir Golik (Fužine, 10 maggio 1922 – Zagabria, 20 settembre 1996), è stato un regista e sceneggiatore croato.

## Biografia
In una carriera durata cinquant'anni, dagli anni quaranta agli anni ottanta, Golik ha diretto lungometraggi, cortometraggi e serie televisive. Ha lavorato quasi esclusivamente a Zagabria, per le case di produzione Jadran Film, Zagreb Film e Croatia Film, diventando uno dei più importanti registi del cinema croato

## Filmografia

### Regista
- Le sorprese del divorzio (Imam dvije mame i dva tate) (1968)

### Sceneggiatore
- Le sorprese del divorzio (Imam dvije mame i dva tate), regia di Krešo Golik (1968)